# 周学文 (中医学家)
周学文（1938年1月—2018年6月21日），男，汉族，辽宁辽阳人，中国中医学家，辽宁中医药大学附属医院主任医师，第三届国医大师。